# Pałac Młodzieży w Bydgoszczy

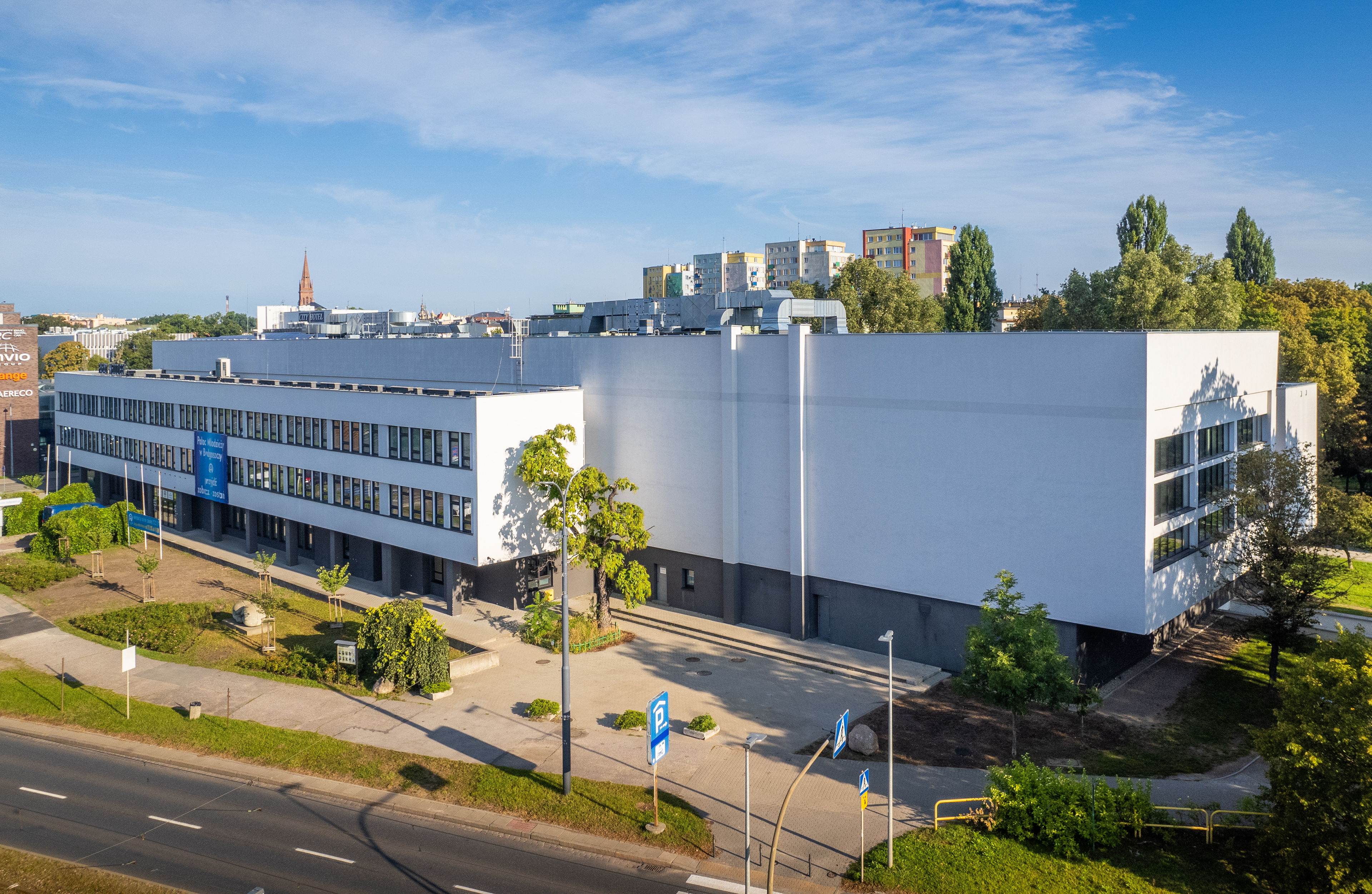
Widok od ul. Jagiellońskiej

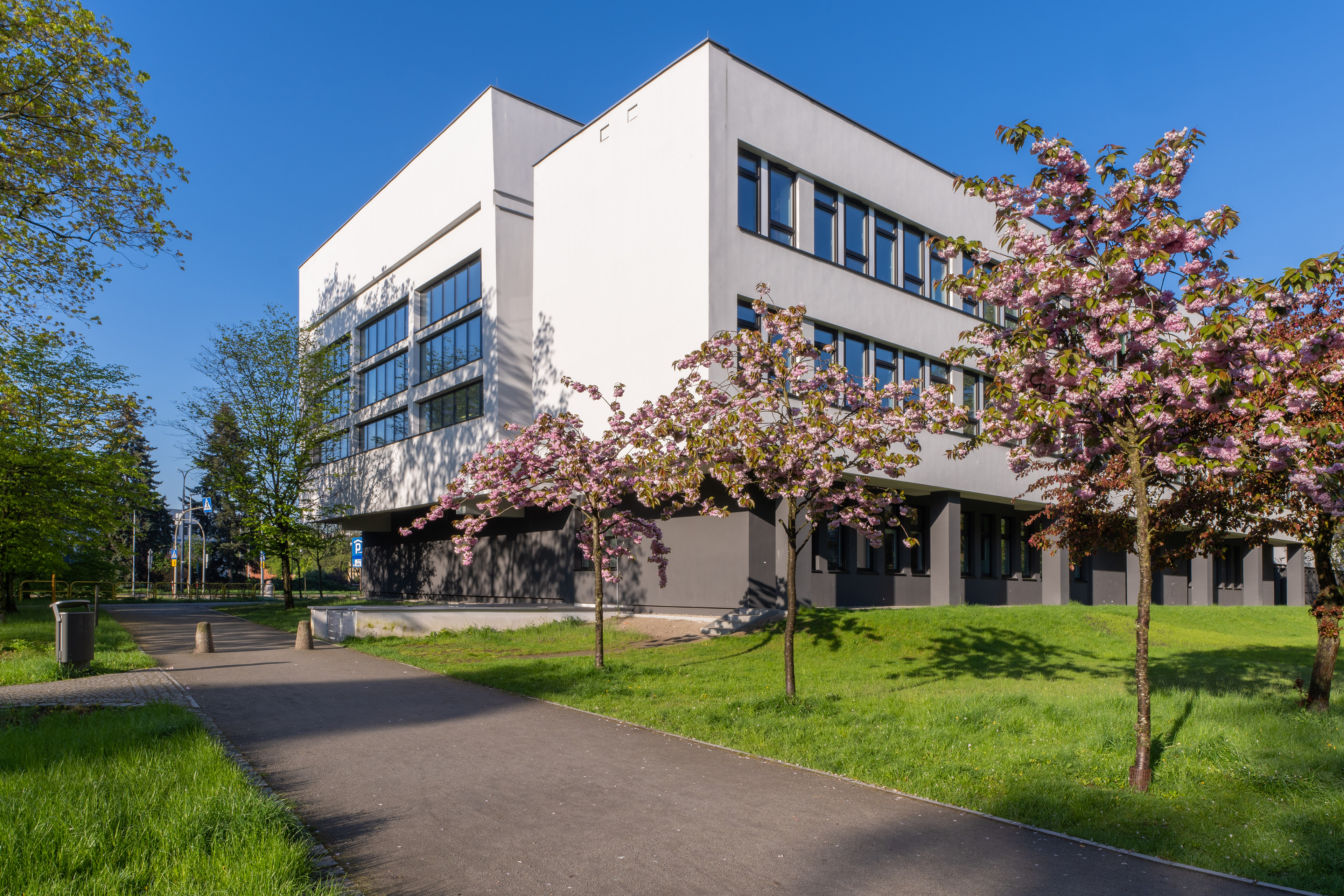
Widok od strony wejścia do parku Ludowego

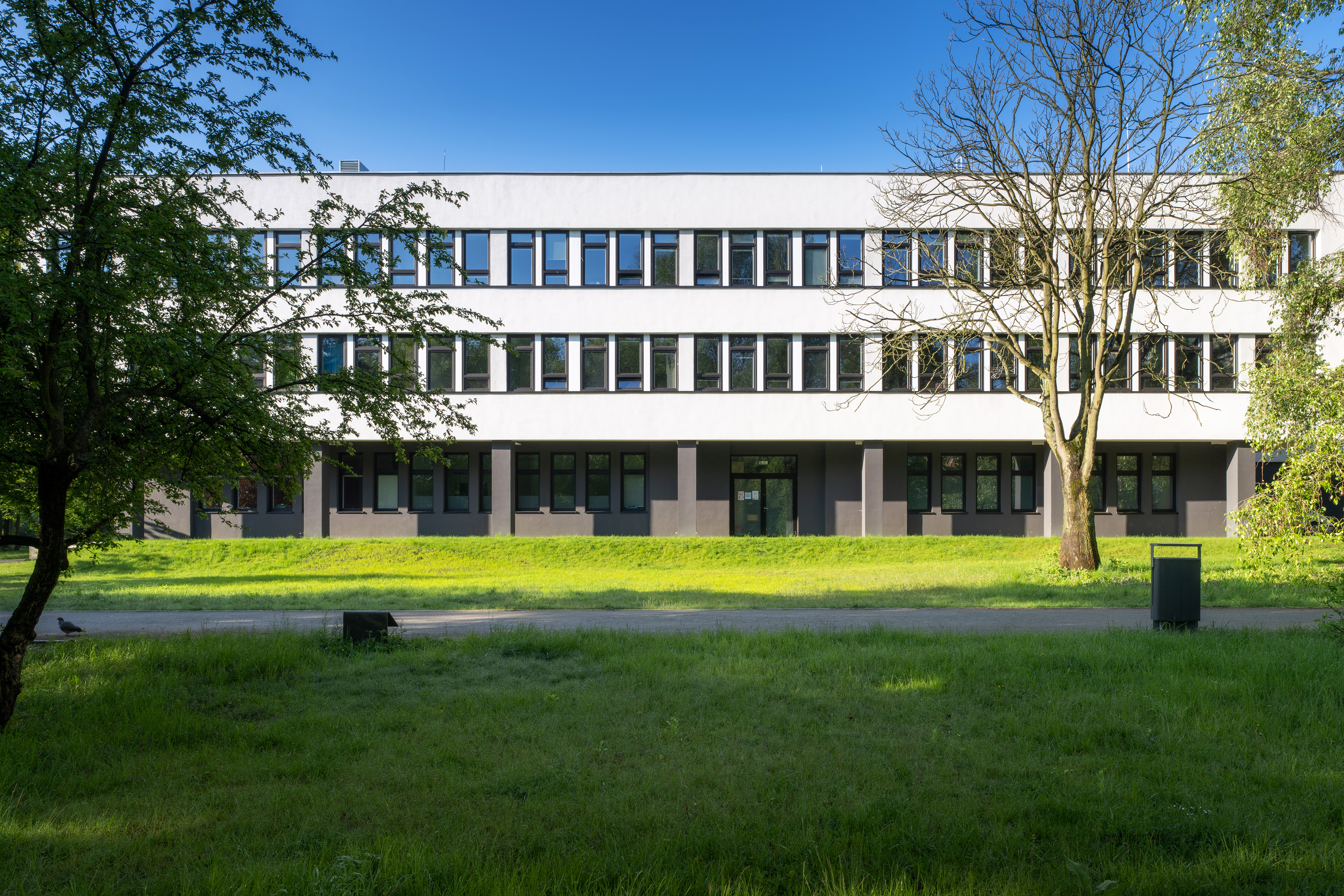
Widok z parku Ludowego

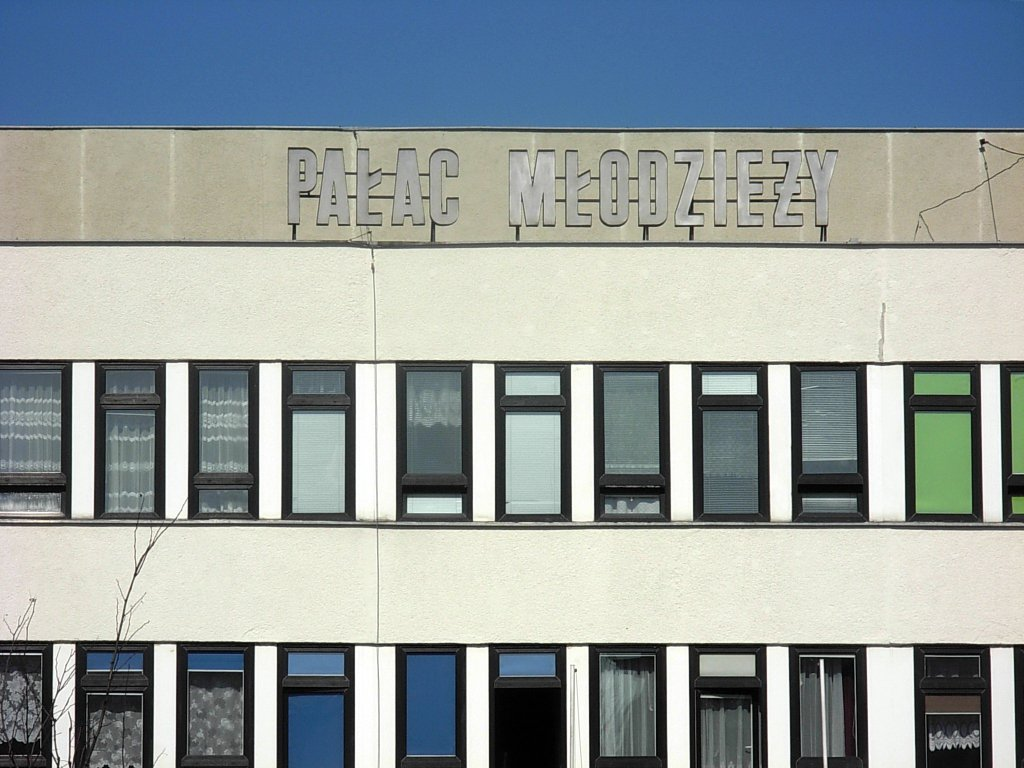
Napis

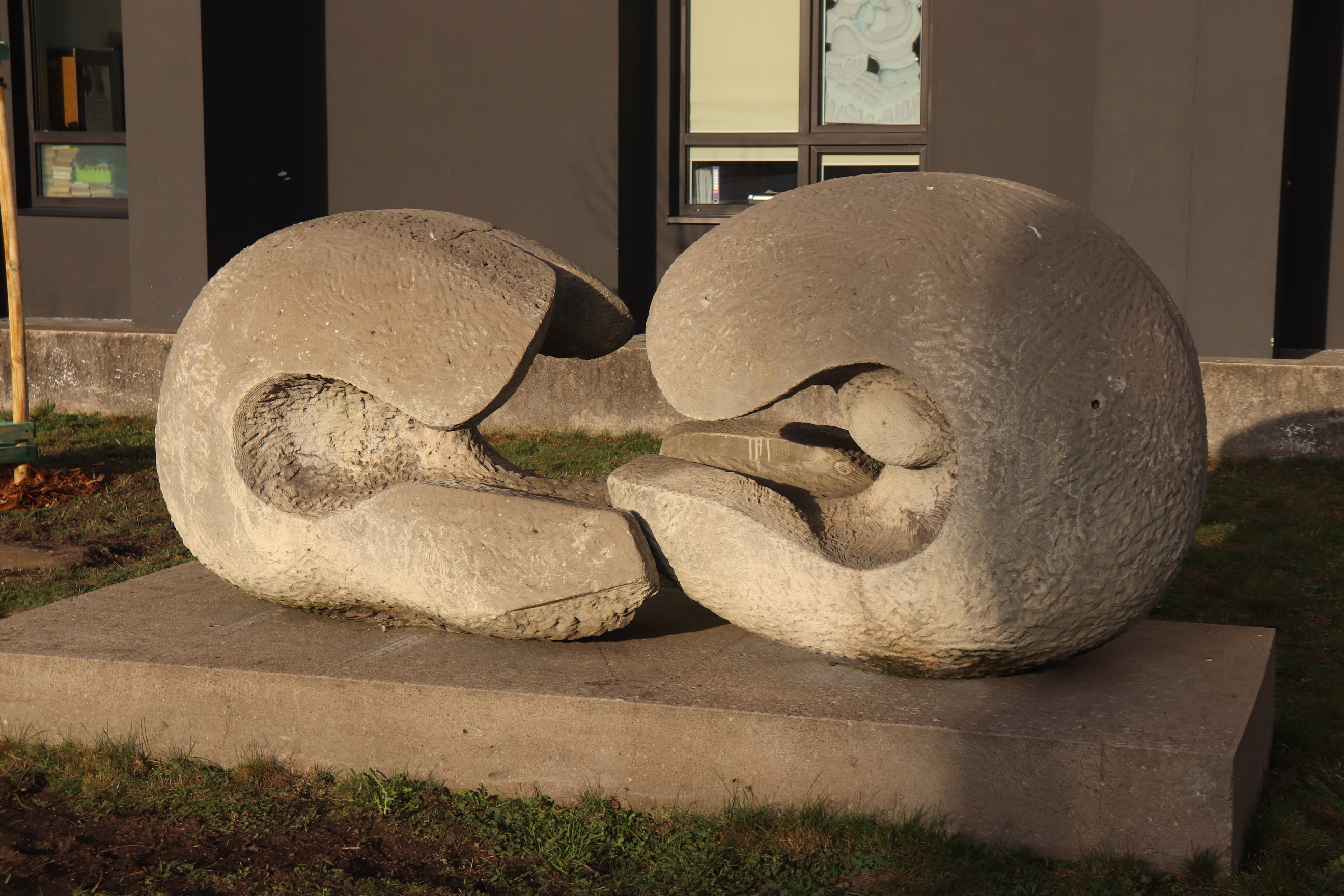
Pomnik Przyjaźni miast Reggio Emilia i Bydgoszczy

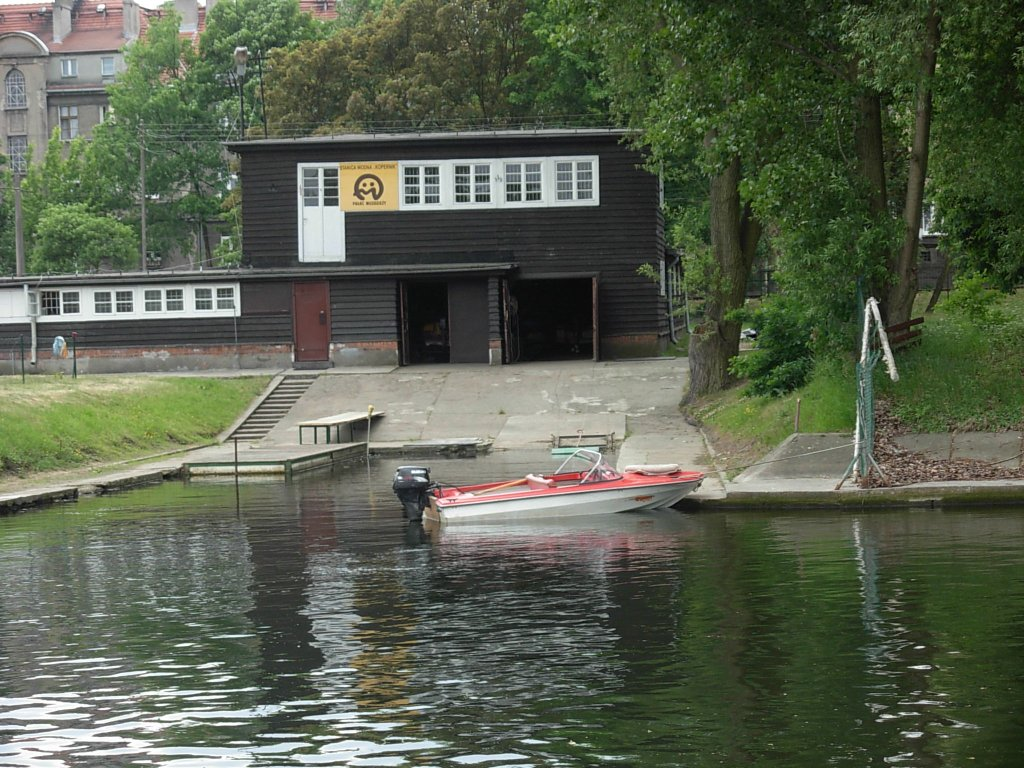
Zabytkowa Stanica wodna „Kopernik” (zbud. w 1936 r.), od 1974 r. należąca do Pałacu Młodzieży

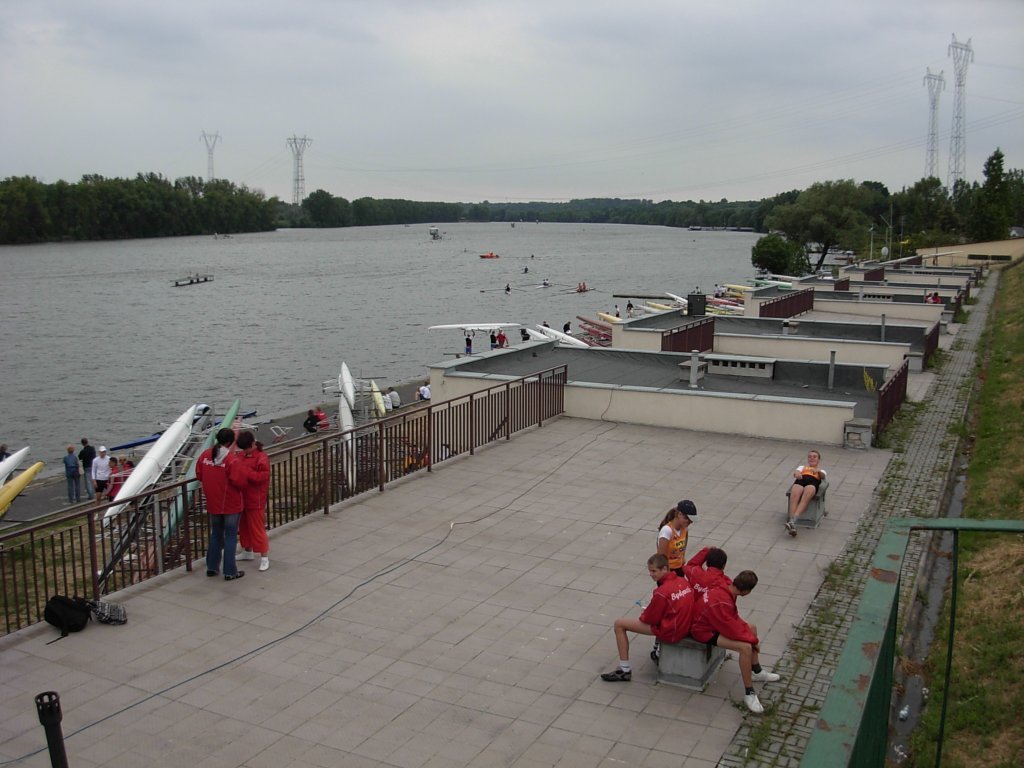
Tor regatowy, którego gospodarzem był Pałac Młodzieży (2006–2010)

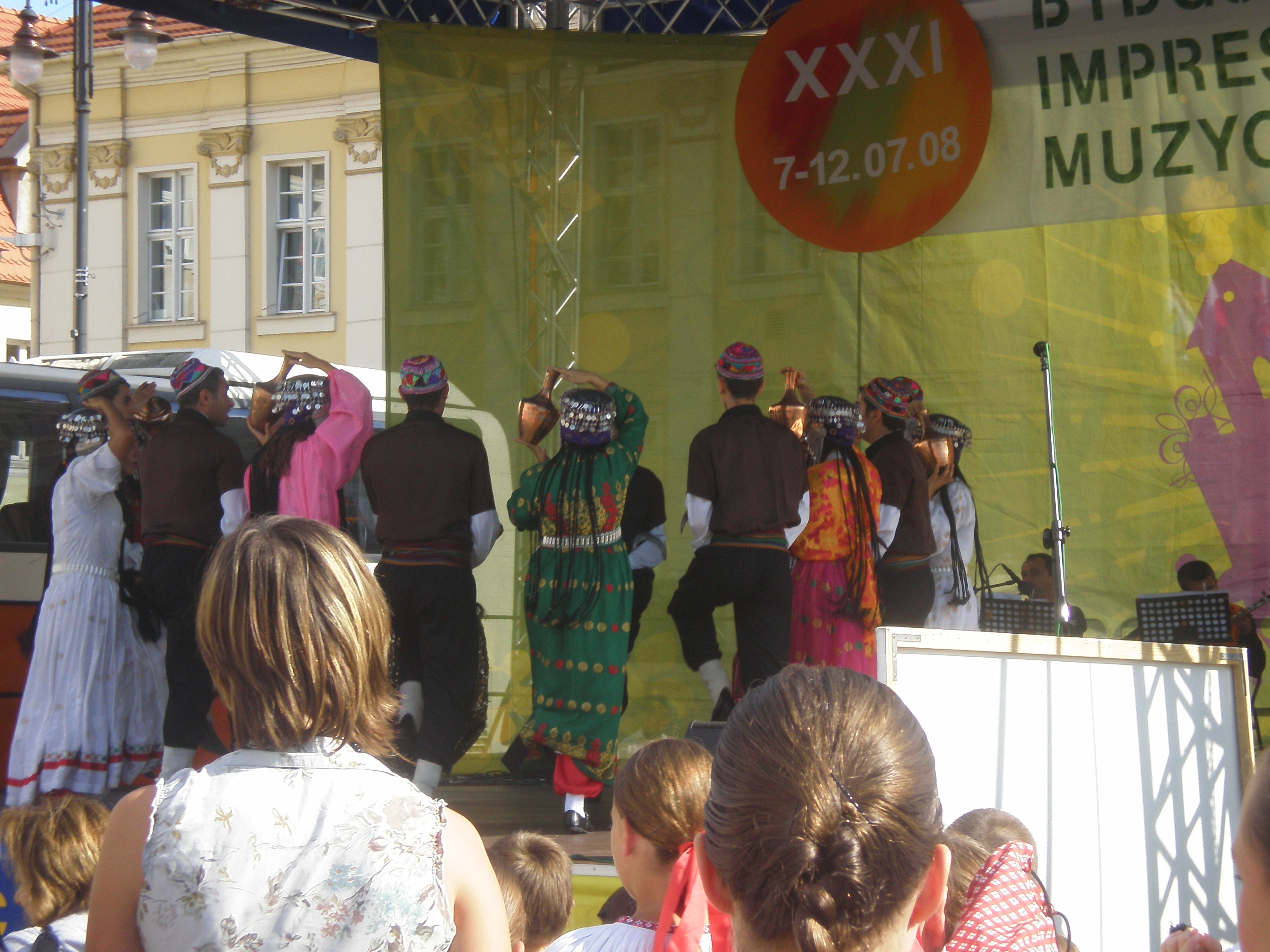
XXXI Bydgoskie Impresje Muzyczne w 2008 r.

Pałac Młodzieży w Bydgoszczy – placówka wychowania pozaszkolnego w Bydgoszczy. Otwarta 22 lipca 1974 roku i działająca do dziś. Z usług placówki korzysta w sposób stały ponad 4,7 tys., a okazjonalnie – kilkadziesiąt tysięcy osób rekrutujących się spośród dzieci i młodzieży.

## Lokalizacja
Pałac Młodzieży znajduje się w centrum Bydgoszczy, przy ul. Jagiellońskiej 27, na południowym obrzeżu parku Ludowego im. Wincentego Witosa. Przed budynkiem rośnie katalpa zwyczajna o obwodzie w pierśnicy 135 cm, która jest pomnikiem przyrody.

## Charakterystyka
Pałac Młodzieży to placówka oświatowo-wychowawcza, największa w województwie kujawsko-pomorskim instytucja tego typu pod względem bazy, liczby uczestników i pracowników oraz oferty programowej. Misją placówki jest rozwijanie zainteresowań i zdolności dzieci i młodzieży. Najzdolniejsi z uczestników eksponują swe talenty w „eksportowych” zespołach, znanych niekiedy szeroko poza granicami miasta i regionu. Silną stroną pałacowej oferty artystycznej są zespoły taneczne, pary tańca sportowego, chóry, orkiestry, amatorskie teatry, które zdobywały laury na wielu festiwalach krajowych i zagranicznych. Poza etatowymi instruktorami, z „Pałacem” współpracują m.in. zawodowi muzycy, wspierając młodzieżowe programy oryginalnymi kompozycjami i aranżacjami.
Pałac Młodzieży w Bydgoszczy od 1995 r. jest członkiem Krajowej Rady Placówek Wychowania Pozaszkolnego, a od 2001 r. członkiem Europejskiego Stowarzyszenia Instytucji Czasu Wolnego Dzieci i Młodzieży z siedzibą w Pradze. Zajmuje ważne miejsce na mapie kulturalnej Bydgoszczy, pełniąc rolę głównego miejskiego i regionalnego Centrum Kulturalnego przeznaczonego dla dzieci i młodzieży.

## Historia
Pałac Młodzieży powstał z inicjatywy społeczeństwa Bydgoszczy. W 1969 r. został powołany Społeczny Komitet Budowy Młodzieżowego Domu Kultury, Techniki i Sportu, który zajmował się budową obiektu. Projekt wykonali architekci Z. Lipski, J. Sadowski i J. Wujek, a konstrukcję opracował inż. Bernard Majchrzak.
Wznoszenie budynku rozpoczęto 20 lipca 1969 r. Powstawał on w ciągu 6 lat ze składek młodzieży, zakładów pracy oraz dzięki pomocy finansowej państwa. W przedsięwzięciu obok przedsiębiorstw specjalistycznych brała udział młodzież z różnych środowisk i szkół. Do budowy wykorzystano cegły z rozebranych w tym czasie dawnych magazynów Pruskiego Urzędu Prowiantowego z połowy XIX w. Stan surowy obiektu zrealizowano całkowicie systemem społecznym, zaś wykończenie zapewniły w 1973 r. bydgoskie firmy budowlane. Obiekt o powierzchni 6 tys. m² otwarto uroczyście 22 lipca 1974 r. Pierwszym dyrektorem placówki została Dorota Kempka. W latach 1977–1990 nosił on nazwę „Pałac Młodzieży im. Janka Krasickiego”. W 2009 r. odświeżono elewację Pałacu Młodzieży, malując ją w jaskrawe, poziome pasy, nie komponujące się jednak z modernistycznym charakterem budowli.
W Pałacu Młodzieży szczególną uwagę zwracano od początku na standard jego wyposażenia oraz dobór kadry specjalistycznej. Ta sytuacja, a nadto sprzyjająca atmosfera społeczna wokół działalności placówki spowodowały szybki rozwój różnorodnych form pracy z młodzieżą.
Od pierwszych dni działalności Pałacu powołano wiele pracowni i sekcji specjalistycznych (artystyczne, techniczne, sportowe, naukowe, klubowe). Wywołało to napływ młodzieży przekraczający warunki lokalowe obiektu. Np. w pierwszym roku działalności (1974/1975) było 2,8 tys. uczestników w pracowniach trzech działów: Pieśni i Tańca, Sportowym i Imprez Masowych. W następnych latach liczba działów sięgnęła pięciu, sekcji i zespołów ok. 200, a stałych uczestników zajęć – 4 tysięcy.
W tej sytuacji konieczne stało się profilowanie działalności placówki, zmierzające do optymalnego wykorzystania pomieszczeń i utworzenia sekcji zgodnych z zainteresowaniami młodzieży. Początkowo rozwijano zespoły muzyczne, sportowe i naukowe, zrezygnowano natomiast z sekcji technik artystycznych, które przyporządkowano innym młodzieżowym domom kultury obecnym w mieście.
Ważnym elementem działalności placówki była praca instruktażowo-metodyczna z nauczycielami placówek pozaszkolnych i zajęć pozalekcyjnych z regionu. W latach 70. XX w. Pałac stał się koordynatorem imprez młodzieżowych w województwie bydgoskim.
Od początku swojej działalności Pałac Młodzieży organizował również imprezy o charakterze masowym, w tym o zasięgu krajowym. W pierwszym roku działalności zorganizowano 172 imprezy dla blisko 50 tys. uczestników, a w roku szkolnym 1977/1978 – imprez było 426 z liczbą uczestniczących w nich blisko 100 tysięcy dzieci i młodzieży.
W 1977 r. zorganizowano pierwsze międzynarodowe spotkania młodzieży muzykującej (Bydgoskie Impresje Muzyczne), w której brały udział zespoły z krajów socjalistycznych oraz Francji i Szwecji. W latach późniejszych impreza ta znalazła stałe miejsce w kalendarzu festiwali bydgoskich, zaś młodzież Pałacu przywoziła z imprez zagranicznych wiele nagród, dyplomów i wyróżnień.
W początku listopada 2017 rozpoczął się pierwszy w historii kapitalny remont budynku, w ramach którego dokonano wymiany wentylacji, klimatyzacji, technologii uzdatniania wody basenowej oraz termomodernizację budynku. Na dachu zainstalowana została również instalacja fotowoltaiczna o łącznej mocy blisko 18 kW, która pozwala pozyskać energię m.in. na potrzeby maszynowni basenu. W czasie prac wiosną 2018 zwiększono zakres remontu, m.in. o wymianę większej liczby okien, renowację klatek schodowych, łazienek, basenu, sali kinowo-teatralnej i sportowej. Wcześniej budynek przy ul. Jagiellońskiej remontowany był w 2009, kiedy jego elewacja została pomalowana w pomarańczowe pasy. Po zakończeniu remontu uzyskała ona barwy szaro-białe. Oddanie budynku do użytku po remoncie, którego koszt sięgnął 17 mln zł, nastąpiło we wrześniu 2019, choć pierwotnie zapowiadano, że prace potrwają 1 rok.

## Baza lokalowa
Od momentu powstania Pałac Młodzieży prowadzi swoją działalność w budynku przy ul. Jagiellońskiej 27. Powierzchnia użytkowa budynku wynosi 7,6 tys. m². Na trzech kondygnacjach obiektu mieszczą się m.in.:
- sala kinowo-teatralna mogąca pomieścić 260 widzów,
- kawiarnia dysponująca 100 miejscami,
- sala gimnastyczna,
- kryty basen,
- sala baletowa i rytmiki,
- laboratorium języków obcych,
- szereg pomieszczeń wykładowych i pracowni, m.in.: malarstwa, fotografiki, haftu i szycia, małych form teatralnych, wokalistyki, radiowo-telewizyjna, ruchu drogowego, salon wystaw,
- sale klubowe[7].

Pałac od 1974 r. dysponuje stanicą sportów wodnych „Kopernik” zlokalizowaną nad Brdą przy ul. Babia Wieś 7-9. Od  2006 r. placówka zarządza również torem regatowym w Brdyujściu.

## Struktura organizacyjna
W Pałacu Młodzieży funkcjonuje pięć działów:
- Dział Artystyczny – oferuje uczestnictwo w zespołach tanecznych, instrumentalnych, wokalnych i muzyki dawnej, zajęcia rytmiki, nauki tańca, śpiewu oraz gry na instrumentach:
  - zespoły taneczne: Amulecik, Amulet, Arabesque’a, Brax, Dominutki, DMT (taniec współczesny), Focus, Kropka, Rytmisie, Sigma, Talizman, Zespół Pieśni i Tańca Ziemia Bydgoska;
  - zespoły instrumentalne: Jazz Big Band ’75, Zespół muzyki dawnej „Concentus”
  - zespoły wokalne: „Camerata”, „Voice”
  - chóry dziecięce i młodzieżowe: Zespół Pieśni i Tańca Ziemi Bydgoskiej, „Mezza Voce”, „Nanenonno”.
  - nauka gry na instrumentach: klarnet, saksofon, puzon, trąbka, instrumenty klawiszowe, gitara basowa, gitara klasyczna, keyboard, fortepian i inne.

- Dział Sztuki – prowadzi szeroko rozumianą edukację plastyczną, fotograficzną, filmową i teatralną:
  - Dziecięca Akademia Sztuki – program obejmujący zajęcia: plastyczne, muzyczne, ruchowe, edukacyjne i teatralne dla dzieci;
  - dysleksja, ADHD – zajęcia psychoruchowe z elementami terapii pedagogicznej;
  - pracownia fotograficzna – warsztaty rozwijania aktywności twórczej z elementami fotografii, młodzieżowe studio fotografii, młodzieżowa szkoła fotografii, warsztaty fotografii artystycznej;
  - pracownia filmowa – warsztaty telewizyjne (program TV „Galeria”), warsztaty intermedialne (filmowo-fotograficzne), młodzieżowe studium dźwiękowców;
  - Pałacowe Centrum Wyobraźni – pracownia plastyczna, w której poznaje się m.in.: rysunek, malarstwo, grafikę, rzeźbę, sztukę użytkową, a także kolaż, instalację, performance i inne dziedziny sztuk wizualnych; obejmuje studium rysunku, studium malarstwa, grupę form wizualnych, grupę form przestrzennych i inne; korytarz na piętrze placówki zajmuje Galeria „Pałac”;
  - Klub Rozwijania Aktywności Dziecięcej „Promyczek”;
  - trening asertywności, psychologiczny trening rozwijania umiejętności społecznych;
  - warsztaty twórcze: trening wrażliwości;
  - teatry dziecięce i młodzieżowe: „Maszkaron”, „Lemury”, „Wieko”, teatry alternatywne: „A`propos”, „Post scriptum”; klub recytatora, Studio Mistrzów Słowa, grupa teatralno-prezenterska;
  - warsztaty dziennikarskie i Public Relations;

- Dział Edukacyjny – prowadzi edukację językową, historyczną, multimedialną:
  - doskonalenie znajomości języków obcych: angielskiego, niemieckiego, francuskiego, włoskiego, hiszpańskiego, rosyjskiego, chińskiego;
  - Kolokwia Akademickie – imprezy dla młodzieży o pasjach badawczych i naukowych
  - forum edukacji humanistycznej „Paideia”;
  - Wszechnica –  edukacja młodzieży szczególnie uzdolnionej;
  - Interaktywna Poradnia Języka Polskiego – szkoła mówienia i pisania;
  - warsztaty dla maturzystów i olimpijczyków: humanistyczne, matematyczne, wiedzy o społeczeństwie i inne;
  - Pałacowa Katedra Historii;
  - warsztaty dla rozwijania zainteresowań: astronomia, film, dziennikarstwo, Mała Akademia Filozofii, Akademia Młodych Dyplomatów, akademia umiejętności dla najmłodszych czyli szkoła elit;
  - pracownie informatyczne: zabawy z komputerem, programowanie, tworzenie stron internetowych, aplikacji Windows, grafika komputerowa i inne.

- Dział Sportowo-Rekreacyjny – prowadzi szkolenia dzieci i młodzieży w różnych dyscyplinach sportu oraz działalność rekreacyjną i prozdrowotną; przy placówce funkcjonują kluby sportowe: KS „Pałac” (siatkówka żeńska), UKS „Kopernik” (kajakarstwo, od 1998 r.), Klub Karate „Oyama Pałac” (od 2006 r.), UKS – „Pałac” (od 2009 r.)
  - szkolenie wyczynowe: siatkówka dziewcząt, mini-koszykówka chłopców, kajakarstwo dziewcząt i chłopców, karate;
  - szkolenie sportowe na poziomie rekreacyjnym: nauka i doskonalenie pływania, jazda konna, żeglarstwo, modelarstwo lotnicze, piłka nożna;
  - zajęcia pływania korekcyjnego oraz ratownictwa medycznego;
  - turystyka „Aktywny weekend” – organizacja rajdów i obozów pieszych i rowerowych.

Najbardziej utytułowaną wychowanką Pałacu Młodzieży jest kajakarka Beata Mikołajczyk, która w 2005 r. została mistrzynią Europy, w 2008 r. zdobyła srebrny medal na Igrzyskach Olimpijskich w Pekinie, a w 2009 r. została mistrzynią świata.
- Dział Animacji Kulturalnej – prowadzi organizację konkursów, przeglądów, festiwali, seminariów, koncertów, wystaw, zawodów, turniejów i pokazów adresowanych do dzieci i młodzieży. W ramach działu funkcjonują pracownie:
  - Animacji Teatralnej,
  - Animacji Plastycznej,
  - Animacji Filmowej,
  - Animacji Muzycznej,
  - Imprez Edukacyjnych,
  - Imprez Rekreacyjnych,
  - Samodzielna Pracownia Reklamy, Informacji i Promocji.

Dział prowadzi również grupy młodzieżowe: dziennikarską, Studio Mistrzów Słowa (konferansjerzy), Młodzieżową Radę Miasta oraz audycję telewizyjną „Galeria”.

## Festiwale
Pałac Młodzieży jest organizatorem wielu imprez edukacyjnych i kulturalnych o zasięgu miejskim, regionalnym, ogólnopolskim i międzynarodowym. Do sztandarowych festiwali międzynarodowych należą  Międzynarodowe Spotkania Muzykującej Młodzieży zwane Bydgoskimi Impresjami Muzycznymi, zaś do ogólnopolskich m.in.:
- Ogólnopolski Konkurs Chórów a Cappella Dzieci i Młodzieży,
- Ogólnopolski Festiwal Interpretacji Piosenki Aktorskiej,
- AFF-Era Filmowa,
- OFF-Era Filmowa,
- Ogólnopolski Konkurs Fotograficzny „Dziecko i jego świat”,
- Ogólnopolski Konkurs Taneczny „Taneczne Miraże”,
- Międzynarodowy Dzień Tańca,
- Taneczne Igraszki, Tęczowe Igraszki,
- Światowy Dzień Pluszowego Misia,
- Ogólnopolski Konkurs Big Bandów „Bydgoszcz Big Band Festiwal”,
- Ogólnopolski Turniej Minikoszykówki Chłopców,
- Ogólnopolski Turniej Kajak Polo i inne.

## Osiągnięcia i nagrody
Pałac Młodzieży w Bydgoszczy jest członkiem:
- Krajowej Rady Placówek Wychowania Pozaszkolnego;
- Europejskiego Stowarzyszenia Instytucji Czasu Wolnego Dzieci i Młodzieży.

Jest także laureatem wielu nagród przyznawanych przez różne instytucje:
- Ministra Edukacji Narodowej za wybitne wyniki w działalności dydaktyczno-wychowawczej na rzecz dzieci i młodzieży;
- Ministra Kultury i Sztuki Rydwan Apollina w 1997 r. za znaczące osiągnięcia w dziedzinie upowszechniania działalności artystycznej dzieci i młodzieży;
- Medalu Prezydenta Miasta Bydgoszczy w 1999 r.;
- Medalu Senatu RP w 2000 r.;
- Medalu Kazimierza Wielkiego w 2003 r. za zasługi dla miasta Bydgoszczy;
- Ministerstwa Edukacji Narodowej – tytuł „Miejsce Odkrywania Talentów”.